# 1993-as NFL-szezon
A National Football League 1993-as szezonja a 74. szezon volt az amerikai professzionális amerikaifutball-ligában. A szezont a Super Bowl XXVIII zárta, amelyet a Dallas Cowboys a Buffalo Bills ellen nyert meg.

## Alapszakasz
| A rájátszásba jutottak (A kiemelések száma zárójelben) |

| AFC East                   |    |    |   |       |     |     |
| Csapat                     | Gy | V  | D | %     | P+  | P–  |
| Buffalo Bills (1)[a]       | 12 | 4  | 0 | 75,0% | 329 | 242 |
| Miami Dolphins             | 9  | 7  | 0 | 56,3% | 349 | 351 |
| New York Jets              | 8  | 8  | 0 | 50,0% | 270 | 247 |
| New England Patriots       | 5  | 11 | 0 | 31,3% | 238 | 286 |
| Indianapolis Colts         | 4  | 12 | 0 | 25,0% | 189 | 378 |
| AFC Central                |    |    |   |       |     |     |
| Csapat                     | Gy | V  | D | %     | P+  | P–  |
| Houston Oilers (2)         | 12 | 4  | 0 | 75,0% | 368 | 238 |
| Pittsburgh Steelers (6)[c] | 9  | 7  | 0 | 56,3% | 308 | 281 |
| Cleveland Browns           | 7  | 9  | 0 | 43,8% | 304 | 307 |
| Cincinnati Bengals         | 3  | 13 | 0 | 18,8% | 187 | 319 |
| AFC West                   |    |    |   |       |     |     |
| Csapat                     | Gy | V  | D | %     | P+  | P–  |
| Kansas City Chiefs (3)     | 11 | 5  | 0 | 68,8% | 328 | 291 |
| Los Angeles Raiders (4)    | 10 | 6  | 0 | 62,5% | 306 | 326 |
| Denver Broncos (5)[b]      | 9  | 7  | 0 | 56,3% | 373 | 284 |
| San Diego Chargers         | 8  | 8  | 0 | 50,0% | 322 | 290 |
| Seattle Seahawks           | 6  | 10 | 0 | 37,5% | 280 | 314 |

| NFC East                   |    |    |   |       |     |     |
| Csapat                     | Gy | V  | D | %     | P+  | P–  |
| Dallas Cowboys (1)         | 12 | 4  | 0 | 75,0% | 376 | 229 |
| New York Giants (4)        | 11 | 5  | 0 | 68,8% | 288 | 205 |
| Philadelphia Eagles        | 8  | 8  | 0 | 50,0% | 293 | 315 |
| Phoenix Cardinals          | 7  | 9  | 0 | 43,8% | 326 | 269 |
| Washington Redskins        | 4  | 12 | 0 | 25,0% | 230 | 345 |
| NFC Central                |    |    |   |       |     |     |
| Csapat                     | Gy | V  | D | %     | P+  | P–  |
| Detroit Lions (3)          | 10 | 6  | 0 | 62,5% | 298 | 292 |
| Minnesota Vikings (5)[e]   | 9  | 7  | 0 | 56,3% | 277 | 290 |
| Green Bay Packers (6)      | 9  | 7  | 0 | 56,3% | 340 | 282 |
| Chicago Bears              | 7  | 9  | 0 | 43,8% | 234 | 230 |
| Tampa Bay Buccaneers       | 5  | 11 | 0 | 31,3% | 237 | 376 |
| NFC West                   |    |    |   |       |     |     |
| Csapat                     | Gy | V  | D | %     | P+  | P–  |
| San Francisco 49ers (2)[d] | 10 | 6  | 0 | 62,5% | 473 | 295 |
| New Orleans Saints         | 8  | 8  | 0 | 50,0% | 317 | 343 |
| Atlanta Falcons            | 6  | 10 | 0 | 37,5% | 316 | 385 |
| Los Angeles Rams           | 5  | 11 | 0 | 31,3% | 221 | 367 |

Döntetlenre végzők
- ↑ a: A Buffalo szerezte meg az AFC 1. helyét a Houston előtt, a jobb egymás elleni eredmény miatt (1–0).
- ↑ b: A Denver szerezte meg az AFC 5. helyét a Pittsburgh és a Miami előtt, a jobb konferencia eredménye miatt (8–4; Pittsburgh: 7–5, Miami: 6–6).
- ↑ c: A Pittsburgh szerezte meg az AFC 6. helyét a Miami előtt, a jobb egymás elleni eredmény miatt (1–0).
- ↑ d: A San Francisco szerezte meg az NFC 2. helyét a Detroit előtt, a jobb egymás elleni eredmény miatt (1–0).
- ↑ e: A Minnesota a Green Bay előtt végzett az NFC Central divízióban, a jobb egymás elleni eredmény miatt (2–0).

## Rájátszás
| Rájátszás kiemeltek |                                   |                                    |
| Kiemelés            | AFC                               | NFC                                |
| 1                   | Buffalo Bills (East győztes)      | Dallas Cowboys (East győztes)      |
| 2                   | Houston Oilers (Central győztes)  | San Francisco 49ers (West győztes) |
| 3                   | Kansas City Chiefs (West győztes) | Detroit Lions (Central győztes)    |
| 4                   | Los Angeles Raiders               | New York Giants                    |
| 5                   | Denver Broncos                    | Green Bay Packers                  |
| 6                   | Pittsburgh Steelers               | Minnesota Vikings                  |

|  |                                           |                                           |                                           |                               |                               |                               |                            |                            |   |               |                            |                            |                            |  |  |                           |                           |                           |
|  | Január 8. – Pontiac Silverdome            | Január 8. – Pontiac Silverdome            | Január 8. – Pontiac Silverdome            |                               |                               | Január 16. – Texas Stadion    | Január 16. – Texas Stadion | Január 16. – Texas Stadion |   |               |                            |                            |                            |  |  |                           |                           |                           |
|  | Január 8. – Pontiac Silverdome            | Január 8. – Pontiac Silverdome            | Január 8. – Pontiac Silverdome            |                               |                               | Január 16. – Texas Stadion    | Január 16. – Texas Stadion | Január 16. – Texas Stadion |   |               |                            |                            |                            |  |  |                           |                           |                           |
|  | 6                                         | Green Bay                                 | 28                                        |                               |                               | 6                             | Green Bay                  | 17                         |   |               |                            |                            |                            |  |  |                           |                           |                           |
|  | 3                                         | Detroit                                   | 24                                        |                               |                               | 1                             | Dallas                     | 27                         |   |               | Január 23. – Texas Stadion | Január 23. – Texas Stadion | Január 23. – Texas Stadion |  |  |                           |                           |                           |
|  |                                           |                                           |                                           | NFC                           |                               |                               |                            |                            |   |               | Január 23. – Texas Stadion | Január 23. – Texas Stadion | Január 23. – Texas Stadion |  |  |                           |                           |                           |
|  |                                           |                                           |                                           |                               |                               |                               |                            |                            | 2 | San Francisco | 21                         |                            |                            |  |  |                           |                           |                           |
|  | Január 9. – Giants Stadion                | Január 9. – Giants Stadion                | Január 9. – Giants Stadion                | Január 15. – Candlestick Park | Január 15. – Candlestick Park | Január 15. – Candlestick Park |                            |                            | 1 | Dallas        | 38                         |                            |                            |  |  |                           |                           |                           |
|  | Január 9. – Giants Stadion                | Január 9. – Giants Stadion                | Január 9. – Giants Stadion                | Január 15. – Candlestick Park | Január 15. – Candlestick Park | Január 15. – Candlestick Park | NFC főcsoportdöntő         |                            |   |               |                            |                            |                            |  |  |                           |                           |                           |
|  | 5                                         | Minnesota                                 | 10                                        | 4                             | New York Giants               | 3                             |                            |                            |   |               |                            |                            |                            |  |  |                           |                           |                           |
|  | 4                                         | New York Giants                           | 17                                        |                               |                               | 2                             | San Francisco              | 44                         |   |               |                            |                            |                            |  |  | Január 30. – Georgia Dome | Január 30. – Georgia Dome | Január 30. – Georgia Dome |
|  | Wild card-forduló                         | Wild card-forduló                         | Wild card-forduló                         |                               |                               | Főcsoport-elődöntő            | Főcsoport-elődöntő         | Főcsoport-elődöntő         |   |               |                            |                            |                            |  |  | Január 30. – Georgia Dome | Január 30. – Georgia Dome | Január 30. – Georgia Dome |
|  |                                           |                                           |                                           |                               |                               |                               |                            |                            |   |               |                            |                            |                            |  |  | N1                        | Dallas                    | 30                        |
|  | Január 8. – Arrowhead Stadion             | Január 8. – Arrowhead Stadion             | Január 8. – Arrowhead Stadion             |                               |                               | Január 16. – Astrodome        | Január 16. – Astrodome     | Január 16. – Astrodome     |   |               |                            |                            |                            |  |  | A1                        | Buffalo                   | 13                        |
|  | Január 8. – Arrowhead Stadion             | Január 8. – Arrowhead Stadion             | Január 8. – Arrowhead Stadion             | Super Bowl XXVIII             |                               | Január 16. – Astrodome        | Január 16. – Astrodome     | Január 16. – Astrodome     |   |               |                            |                            |                            |  |  |                           |                           |                           |
|  | 6                                         | Pittsburgh                                | 24                                        |                               |                               | 3                             | Kansas City                | 28                         |   |               |                            |                            |                            |  |  |                           |                           |                           |
|  | 3                                         | Kansas City                               | 27*                                       |                               |                               | 2                             | Houston                    | 20                         |   |               | Január 23. – Rich Stadion  | Január 23. – Rich Stadion  | Január 23. – Rich Stadion  |  |  |                           |                           |                           |
|  |                                           |                                           |                                           | AFC                           |                               |                               |                            |                            |   |               | Január 23. – Rich Stadion  | Január 23. – Rich Stadion  | Január 23. – Rich Stadion  |  |  |                           |                           |                           |
|  |                                           |                                           |                                           |                               |                               |                               |                            |                            | 3 | Kansas City   | 13                         |                            |                            |  |  |                           |                           |                           |
|  | Január 9. – Los Angeles Memorial Coliseum | Január 9. – Los Angeles Memorial Coliseum | Január 9. – Los Angeles Memorial Coliseum | Január 15. – Rich Stadion     | Január 15. – Rich Stadion     | Január 15. – Rich Stadion     |                            |                            | 1 | Buffalo       | 30                         |                            |                            |  |  |                           |                           |                           |
|  | Január 9. – Los Angeles Memorial Coliseum | Január 9. – Los Angeles Memorial Coliseum | Január 9. – Los Angeles Memorial Coliseum | Január 15. – Rich Stadion     | Január 15. – Rich Stadion     | Január 15. – Rich Stadion     | AFC főcsoportdöntő         |                            |   |               |                            |                            |                            |  |  |                           |                           |                           |
|  | 5                                         | Denver                                    | 24                                        | 4                             | Los Angeles Raiders           | 23                            |                            |                            |   |               |                            |                            |                            |  |  |                           |                           |                           |
|  | 4                                         | Los Angeles Raiders                       | 42                                        |                               |                               | 1                             | Buffalo                    | 29                         |   |               |                            |                            |                            |  |  |                           |                           |                           |

* hosszabbítás után